# Železniční nehoda u Českého Brodu
Železniční nehoda u Českého Brodu byla srážka osobního vlaku vedeného elektrickou jednotkou City Elefant a nákladního vlaku převážejícího poštovní zásilky, ke které došlo 14. července 2020 ve večerních hodinách před stanicí Český Brod na železniční trati Praha – Česká Třebová v katastrálním území Štolmíř.

## Průběh nehody
Osobní vlak Českých drah č. 9359 tvořený jednou elektrickou jednotkou CityElefant, jedoucí řídicím vozem 971.075 vpřed, vyjel z pražského Masarykova nádraží v úterý 14. července 2020 ve 21.00 s cílovou stanicí Řečany nad Labem. Osobní vlak zastavil u posledního návěstidla autobloku (které zároveň sloužilo jako předvěst k vjezdovému návěstidlu stanice Český Brod) s návěstí stůj. Poté se v souladu s předpisem SŽDC D1 znovu rozjel, nedodržel však povinnost jet v následujícím oddíle dle pravidel jízdy podle rozhledových poměrů (tj. tak, aby byl schopen na dohledovou vzdálenost zastavit před případnou překážkou na trati, tehdy pak maximálně rychlostí 100 km/h). Část úseku byla v oblouku a strojvedoucí jel příliš rychle na to, aby mohl bezpečně a včas zastavit před překážkou. Ke srážce došlo v 21.35, kdy souprava CityElefant zezadu narazila do expresního nákladního vlaku společnosti ČD Cargo čekajícího před zmíněným vjezdovým návěstidlem. První vůz osobního vlaku vykolejil. Na místo nehody byly vyslány záchranářské vrtulníky a velkokapacitní vůz Atego.
Nehoda si vyžádala jednu oběť na životě, jíž byl strojvedoucí osobního vlaku. Jeho tělo se podařilo vyprostit ze zničené kabiny řídicího vozu až po několika hodinách. Dále bylo 33 osob zraněno, z toho čtyři těžce. Zraněné rozvezli záchranáři do pražských nemocnic. Zprovozňování tratě se protáhlo až do dopoledne dalšího dne, přičemž doprava na jedné z páteřních železničních tratí, která je součástí I. a III. železničního koridoru, byla zastavena.

## Vyšetřování příčin nehody
Vyšetřováním železniční nehody se ještě 14. července začala zabývat Drážní inspekce. Příčinou srážky byla vysoká rychlost při jízdě podle rozhledových poměrů, při které neměl strojvedoucí šanci srážce zabránit. Škoda byla vyčíslena na 45 miliónů korun. V prosinci 2021 Drážní inspekce vydala závěrečnou zprávu, jejíž závěry se obecně kryjí s uvedenými předběžnými závěry, avšak lékařská zpráva použitá jako její podklad nevylučuje, že prvotní příčinou havárie mohl být infarkt, který strojvedoucí ještě před nehodou utrpěl. Proto podle vyšetřovatelů byl jeho vinou strojvedoucí již v okamžiku srážky buďto v bezvědomí, nebo přinejmenším nebyl schopen rozpoznávat úkony, které měl činit.

## Reakce Českých drah
Protože se jednalo během pár dní již o několikátou nehodu (o sedm dní dříve došlo například k nehodě u Perninku), byla ve středu 15. července 2020 svolána mimořádná schůze představenstva Českých drah.

### Předcházející nehoda na téže trati
Jedna z nehod předcházejících této se udála o pouhé tři dny dříve, 11. července 2020, na téže trati. V nedaleké stanici Praha-Běchovice došlo ke srážce rychlíku (trasa Praha hl. n. – Žďár nad Sázavou) s posunující prázdnou soupravou City Elefant, která měla za úkol evakuovat cestující z Pendolina, které muselo být odstaveno kvůli srážce s chodcem. Důvodem srážky byla dle Drážní inspekce lidská chyba.

## Osud vozidel
Vraky řídicího vozu a vloženého vozu elektrické jednotky byly 22. listopadu 2020 přepraveny na železniční hřbitov v České Třebové. Poslední vůz poštovního vlaku byl fyzicky zlikvidován ve stanici Český Brod.[zdroj?]